# إجماع طبي
إجماع طبي هو بيان عام حول جانب معين من المعرفة الطبية في وقت إصدار القرار بأن مجموعة من الخبراء توافق على أن تكون قائمة على الأدلة والمعرفة الحديثة. هدفها الرئيسي هو تقديم المشورة للأطباء حول أفضل طريقة ممكنة ومقبولة لتشخيص وعلاج أمراض معينة أو كيفية التعامل مع منطقة معينة لصنع القرار. لذلك، يُعتبر عادةً تعبيرًا موثوقًا يعتمد على المجتمع لصنع القرار والنشر بتوافق الآراء.

## طرق
هناك العديد من الطرق للتوصل إلى إجماع طبي، ولكن الطريقة الأكثر شيوعًا هي عقد لجنة مستقلة من الخبراء، إما عن طريق جمعية طبية أوعن طريق سلطة حكومية.
نظرًا لأن بيانات الإجماع توفر «لقطة في الوقت المناسب» لحالة المعرفة في موضوع معين، يجب إعادة تقييمها بشكل دوري ونشرها مرة أخرى، لتحل محل بيان الإجماع السابق.
تختلف بيانات الإجماع عن الإرشادات الطبية، وهو شكل آخر من البيانات العامة عن حالة العلم. وفقًا للمعاهد الوطنية للصحة «تَجمع بيانات الإجماع معلومات جديدة، إلى حد كبير من الأبحاث الطبية الحديثة أو الجارية، والتي لها آثار على إعادة تقييم الممارسات الطبية الروتينية. فهي لا تقدم خوارزميات محددة أو إرشادات للممارسة.»

## التاريخ
من عام 1977 إلى عام 2013، روجت المعاهد الوطنية للصحة (الولايات المتحدة) لحوالي خمسة إلى ستة لجان إجماع سنويًا، ونُظمت هذه المعرفة عن طريق برنامج تطوير توافق خاص، يديره مكتب الوقاية من الأمراض التابع للمعاهد الوطنية للصحة (ODP). تم تقاعدها في عام 2013 احترامًا للوكالات والمنظمات الأخرى التي تولت زمام المبادرة، مثل فرقة عمل الخدمات الوقائية الأمريكية، وفرقة عمل الخدمات الوقائية المجتمعية، ومعهد الطب، وكوكرين.